# Дане Стојиљковић
Дане Стојиљковић (Дубово код Прокупља, 1938 — Прокупље, 15. септембар 2019) био је српски песник, приповедач, романописац и боем.

## Биографија
Основну школу завршио је у Београду, гимназију учио у Прокупљу и Приштини, а Прави факултет у Београду. Радио је десет година у Палати правде у Београду, а потом у СО Прокупље до пензионисања. Поезију и прозу је објављивао у листовима и часописима и под псеудонимима Бодан Дубовски и Данко Атанасковић. Живи у Прокупљу.

## Књиге песама
- Сви су пљунули по једанпут, Матица српска, Нови сад, 1972,
- Зима на станици пролеће, Слово љубве, Београд, 1972,
- И ако први пут живиш, Ново дело, Београд, 1986,
- Надија, Драинац, Прокупље, 1987,
- Оболело срце, Хипнос, Београд, 1994,
- Менталитет југа, Прометеј, Нови сад, 1995,
- Поцепана будућност, Прометеј, Нови Сад, 2001,
- Домаћи ветар, Прометеј, Нови Сад, 2001,

## Изабране песме
- Линија повучена из Дубова, Партенон, 2005,

## Проза
- Клетва за Бодана Дубовског (роман у стиху), Београд-Нови Сад, 1999, (друго издање) Народна књига, Београд, 2000, (треће издање) Поета, Београд, 2010,
- Небо је само испод мене (у истој књизи и Живка Манчић-Стојиљковић: Глогово семе), 2004,,

## Награде
- Раде Драинац, 2008,